# Everything but the Girl
Everything but the Girl (nebo také EBTG) je britské elektronické duo, které vytvořil v roce 1982 Ben Watt s Tracey Thornovou. Debutovali písní "Night and Day", kterou napsal Cole Porter a později ji předělali i autoři jako Frank Sinatra & Tommy Dorsey, a jiní. Píseň je z roku 1983. Jejich debutní album se jmenuje Eden (1984) a jsou v něm písně jako Each and Every One.

## Diskografie
- 1984 Eden
- 1985 Love Not Money
- 1986 Baby the Stars Shine Bright
- 1988 Idlewild
- 1990 The Language of Life
- 1991 Worldwide
- 1992 Acoustic
- 1993 Home Movies
- 1994 Amplified Heart
- 1996 Walking Wounded
- 1996 The Best of Everything but the Girl
- 1999 Temperamental
- 2003 Like the Deserts Miss the Rain
- 2006 Adapt or Die: Ten Years of Remixes
- 2023 Fuse